# Ulrik Kaas
Ulrik Kaas (1677 – 28. december 1746 på Sandviggård ved Hillerød) var en dansk søofficer og stiftamtmand.
Han var af Mur-Kaasernes slægt, søn af amtmand over Lundenæs og Bøvling Amter Jørgen Grubbe Kaas (1643-1711) og Birgitte Sophie Sehested (1643-1721), blev født i sommeren 1677, indtrådte som lærling i Marinen 1690, var først ansat under Niels Juel, senere et års tid med broderen Jens Juel i Sverige. 1695 gjorde han et togt til Frankrig med Ivar Huitfeldt, var derefter i Middelhavet med kommandør Bjørn og overgik efter sin hjemkomst i hollandsk tjeneste, hvor han 1696-1700 i orlogs-, kaper- og koffardiskibe som matros, underofficer og styrmand uddannede sig grundig til praktisk sømand. 1697 avancerede han til underløjtnant, 2 år senere til premierløjtnant, ved hjemkomsten 1700 forfremmedes han til kaptajnløjtnant; som sådan gjorde han nogle togter, bl.a. med kongen til Norge (1704), og blev 1708 kaptajn. 1705-09 var han på indrullering i Jylland, året efter sendtes han til Holland for at hverve; han havde held med sin ekspedition, men måtte døje mange farer og genvordigheder, da hollænderne havde forbudt fremmede at antage søfolk.
1710 deltog Kaas som chef for orlogsskibet Prins Carl i slaget i Køge Bugt. I de påfølgende krigsår var Kaas bestandig skibschef og lige så anset som heldig. 1715 forfremmedes han til schoutbynacht (efter 1710 at være blevet kommandørkaptajn og 1711 kommandør) og var samme år med sin svoger, admiral Peter Raben i slag med svenskerne ved Jasmund. Ifølge Riegels skal han her forgæves have opfordret sin chef til at benytte sejren; ud på vinteren holdt han med en mindre eskadre Østersøen ryddelig og kom først hjem efter nytår. Det påfølgende forår gik han atter til søs, stødte i tåge på en langt overlegen svensk styrke under Daniel Jacob Wilster og måtte flygte; ved en lige så dristig som dygtig udført retræte inden om grundene ved Falsterbo undslap han sine forfølgere og kom vel beholden til Sundet. 1718 blev han viceadmiral. 1723-26 var han indrulleringschef i Jylland. I en indberetning, som den i russisk tjeneste overtrådte Wilster giver om forholdene i den danske marine, betegner han Kaas som en af dennes dygtigste officerer ("Kaas est sur tous les autres mon héros").
1732 fik Kaas – rimeligvis ved intriger af admiral Andreas Rosenpalm – afsked med titel som admiral og ansattes som stiftamtmand i Bergen, hvor han forblev indtil 1737, da han flyttede til gården Sandvig ved Frederiksborg; her boede han med svækket helbred og knuget af næringssorger hos sin talrige familie, hvem han foregik med det smukkeste eksempel på mandig og tålmodig karakter, indtil sin død, 28. december 1746.
Kaas var gift 2 gange: 1. gang (1715) med Karen Sophie f. Rubring (død 1724); 2. gang (1726) med Mette f. Matthisen (f. 1694 d. 1770), datter af klokker Søren Matthisen (1653-1740) og Maren Nielsdatter Banner (død 1719) og enke efter major Eberlin. Han var far til Frederik Christian og Ulrik Christian Kaas.
Han er begravet i Nørre Herlev Kirke, Hillerød.